# 금오산초등학교
금오산초등학교는 대한민국 경상북도 김천시 남면 운남리 569에 있었던 공립 초등학교이다.

## 학교 연혁
- 1921년 6월 16일 설립인가
- 1922년 4월 20일 금오산공립보통학교 개교(남면 옥산길 128, 現 율빛유치원)
- 1926년 3월 31일 6년제 개편 인가
- 1938년 4월 1일 금오산공립심상소학교로 개칭
- 1941년 4월 1일 금오산공립국민학교로 개칭
- 1955년 11월 18일 현 위치(남면 운남리 567번지)로 이전
- 1978년 3월 1일 오봉분교장 편입
- 1996년 3월 1일 금오산초등학교로 개칭
- 2000년 3월 1일 오봉분교장 통합
- 2000년 5월 8일 학교 역사관 조성
- 2010년 3월 1일 폐교(경북혁신도시 조성으로 인한 부지 편입), 운곡초등학교로 통합